# Le Housseau-Brétignolles
Le Housseau-Brétignolles är en kommun i departementet Mayenne i regionen Pays de la Loire i nordvästra Frankrike. Kommunen ligger i kantonen Lassay-les-Châteaux som tillhör arrondissementet Mayenne. År 2022 hade Le Housseau-Brétignolles 228 invånare.

## Befolkningsutveckling
Antalet invånare i kommunen Le Housseau-Brétignolles
| Referens: INSEE |